# Józef Antoni Poniatowski

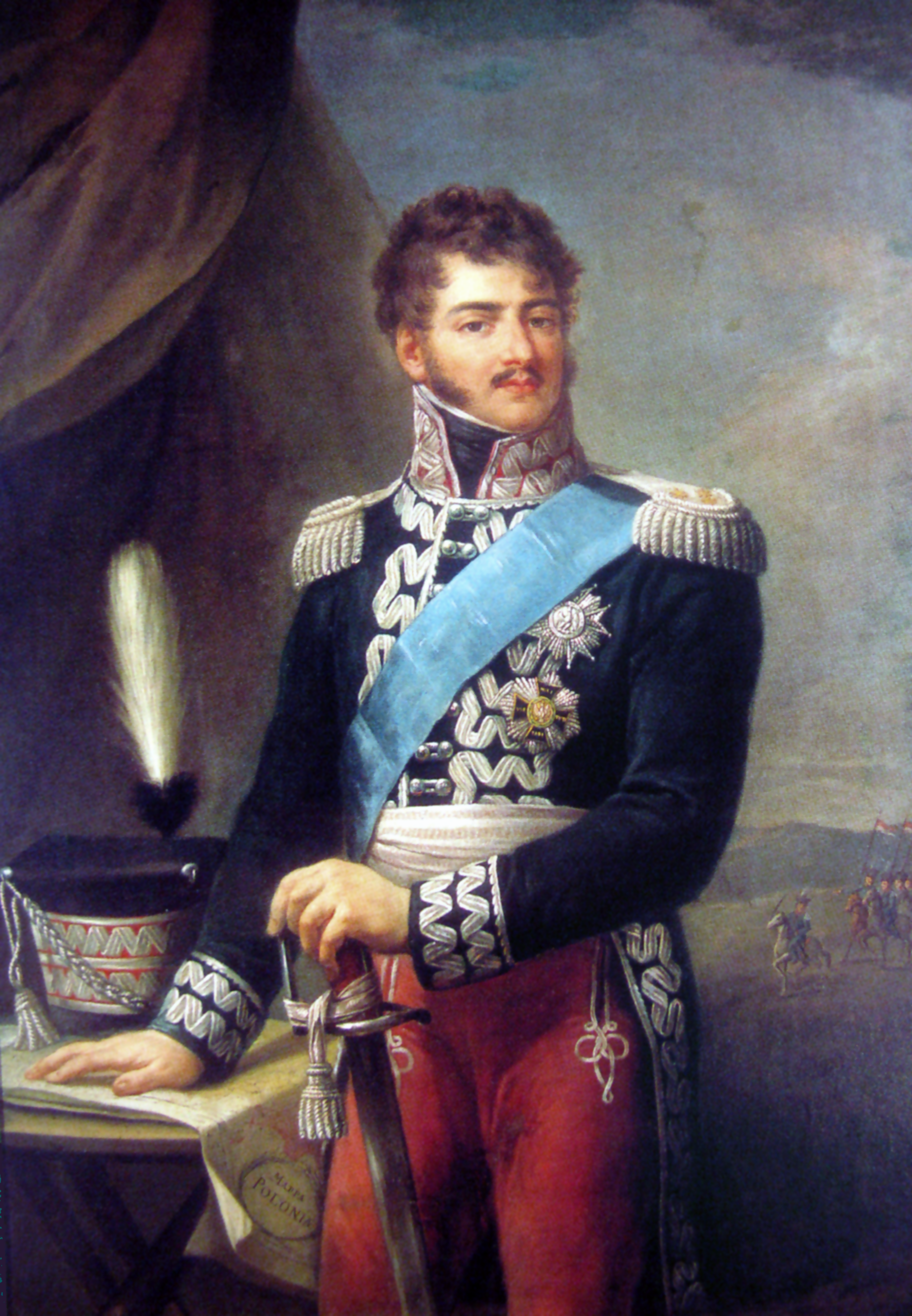
Fürst Józef Antoni Poniatowski als Ritter des Ordens vom Weißen AdlerPoniatowskis Unterschrift:

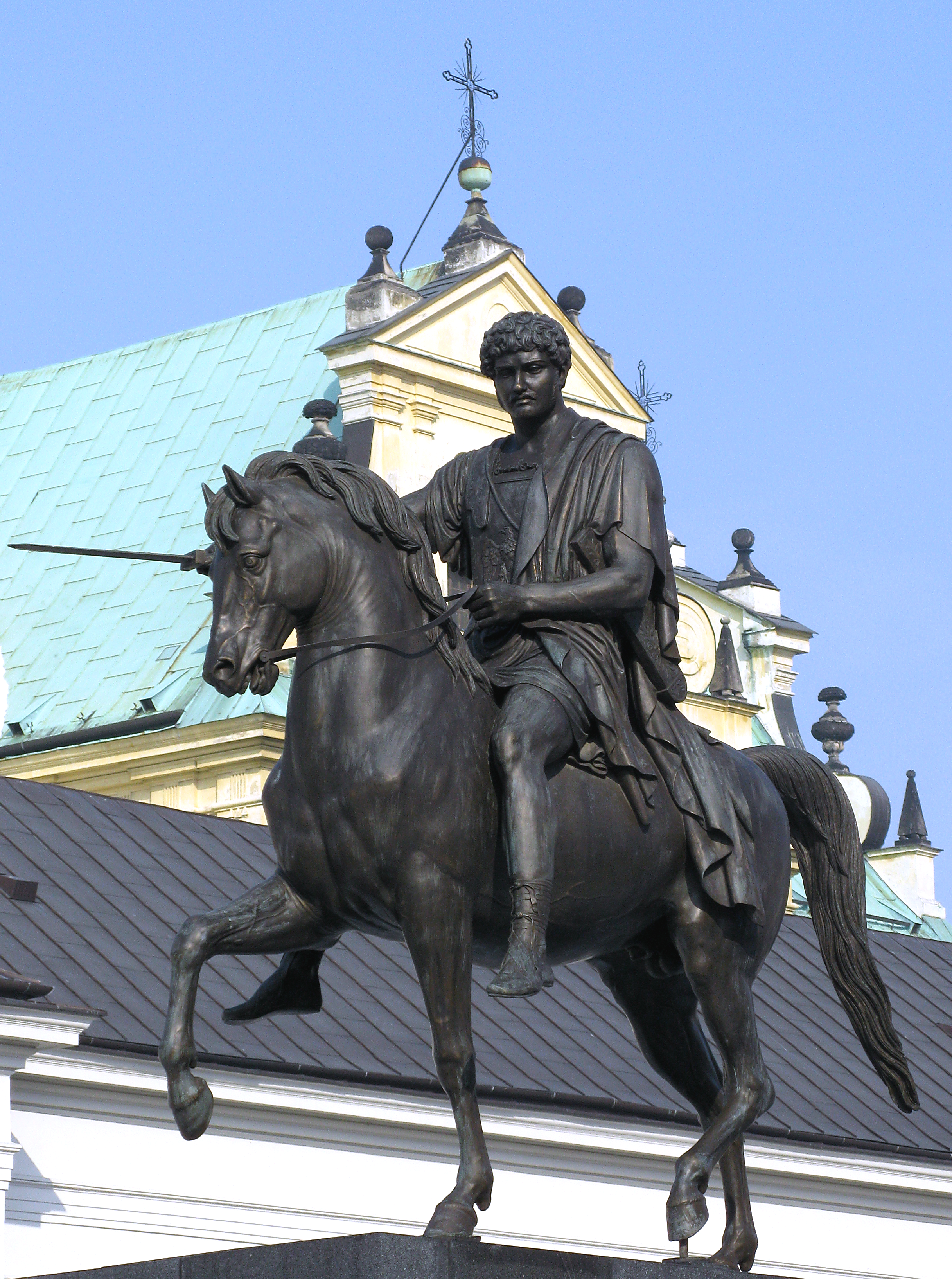
Thorvaldsens Statue von Fürst Józef Antoni Poniatowski, vor dem Präsidentenpalast in Warschau.

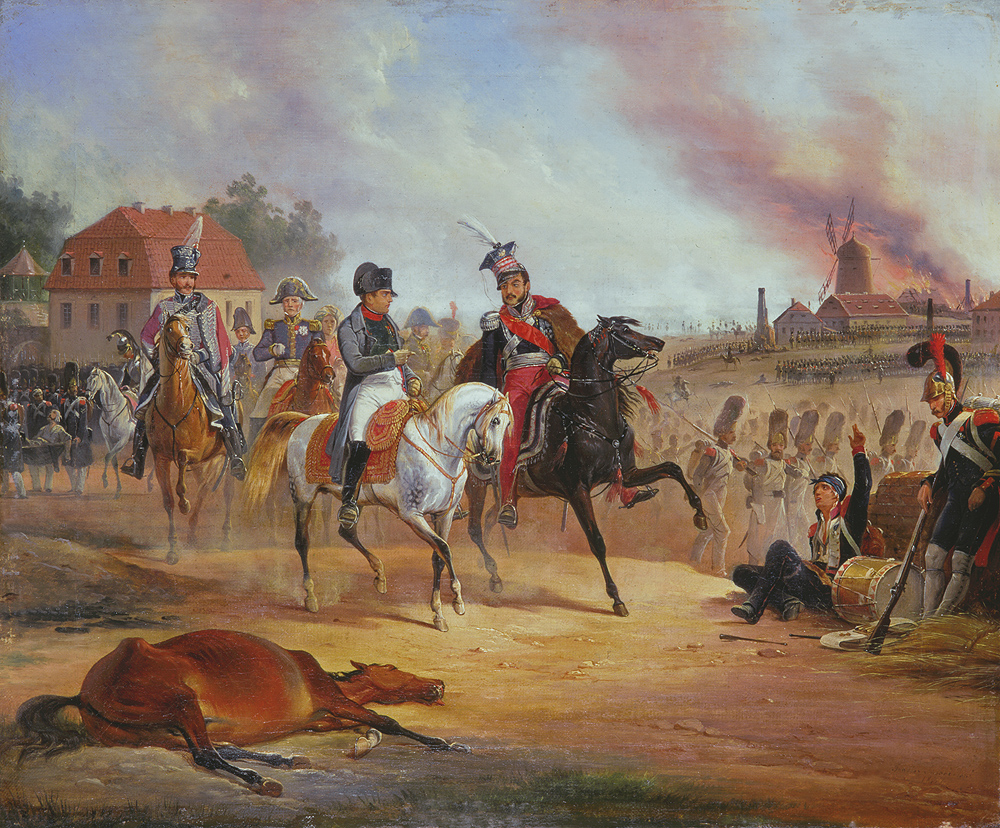
Fürst Józef Antoni Poniatowski mit Kaiser Napoléon Bonaparte bei Stötteritz, während der Völkerschlacht von 1813 (Gemälde von January Suchodolski)

Fürst Józef Antoni Poniatowski zu Pferd (Gemälde von Juliusz Kossak)

Der Tod von Fürst Józef Antoni Poniatowski bei Leipzig (Gemälde von January Suchodolski)

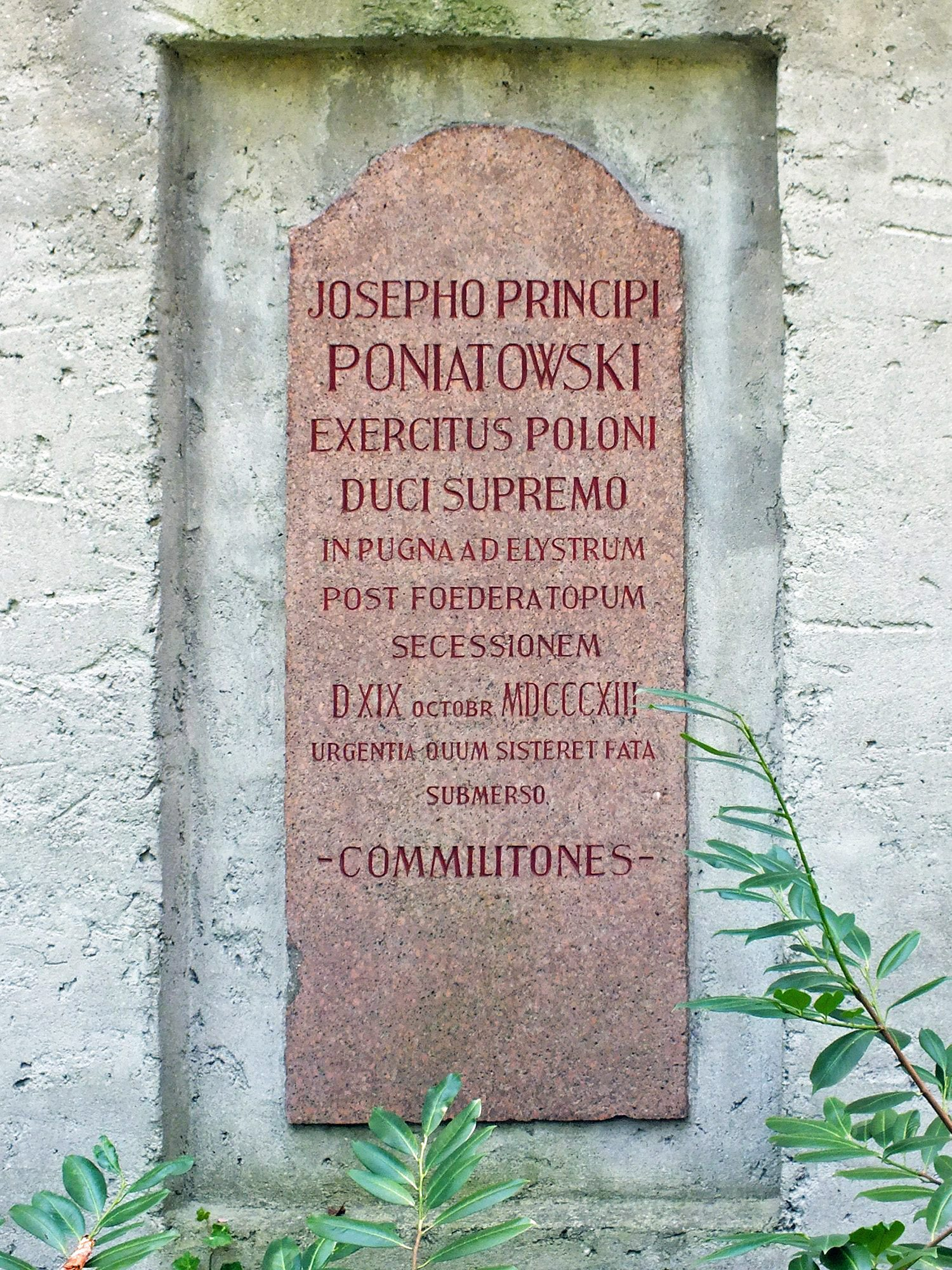
Kopie der Gedenkplatte für Fürst Poniatowski auf dem Alten Johannisfriedhof in Leipzig

Wappen von Fürst Józef Antoni Poniatowski

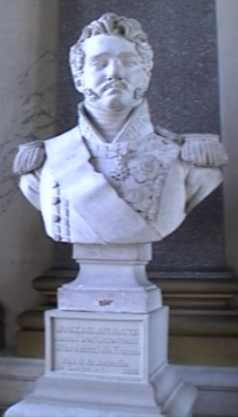
Büste in der Schlachtengalerie des Schlosses Versailles

Józef Antoni Poniatowski (alte Schreibweise oft auch Poniatowsky; * 7. Mai 1763 in Wien; † 19. Oktober 1813 bei Leipzig) war ein polnischer Aristokrat, Reichsfürst des Heiligen Römischen Reiches, General und Kriegsminister des Herzogtums Warschau,   der durch Napoleon zum Maréchal d’Empire ernannt wurde.

## Familienhintergrund
Poniatowski wurde als Sohn von Andrzej Poniatowski und seiner böhmisch-österreichischen Gemahlin Thérèse Gräfin Kinský von Wchinitz und Tettau im Palais Kinsky in Wien geboren. Er entstammte einer verhältnismäßig alten (1522 erstmals notierten), aber wenig bekannten polnischen Familie des Mitteladels ursprünglich italienischer Abstammung. Diese hatte durch die Unterstützung des schwedischen Königs Karl XII. für Józefs Großvater, den späteren Wojewoden Stanisław Poniatowski, der als Diplomat im Dienste Schwedens wirkte, an Einfluss gewonnen. Józefs Vater gelang es 1765, neben dem polnischen Fürstentitel auch den deutschen Reichsfürstentitel zu erlangen.
Józefs Onkel Stanislaus II. August Poniatowski war der letzte gewählte König Polens, der allerdings die Teilungen seines Landes nicht verhindern konnte und letztlich 1795 abdankte. Bei seiner Krönung 1764 hatte er trotz des Widerstands seitens des Sejms seine drei Brüder in den polnischen Fürstenstand erhoben. Laut Jan Dobraczyński seien Poniatowskis Mutter und die Mutter des österreichischen Generals Karl Philipp zu Schwarzenberg Schwestern gewesen, wodurch Poniatowski und Schwarzenberg Cousins gewesen sein sollen. Offizielle Stammbäume und Familienchroniken bestätigen dies allerdings nicht.
Ein weiterer Onkel war Philipp Kinsky von Wchinitz und Tettau.

## Die frühen Jahre in Österreich und im Krieg gegen die Türkei
Józefs Vater war General in Diensten der Kaiserlichen Armee, starb aber bereits, als sein Sohn 10 Jahre alt war. Deshalb übertrug ihm der Onkel mehrere Güter zur finanziellen Absicherung und überwachte seine Erziehung. 1779 wurde er nach Warschau geholt und mit dem Hofleben vertraut gemacht. Am 7. Februar 1780 trat auch Poniatowski in die kaiserliche Armee ein, 1781 wurde er zum Sekondrittmeister, 1782 zum Eskadronchef und 1784 zum Major befördert. 1784 ging er nach Lemberg in Galizien, um dort in der neuen Ulanendivision polnische Soldaten auszubilden. 1785 wurde er zum zweiten und 1786 zum ersten Oberstleutnant im Chevaulegersregiment des römisch-deutschen Kaisers ernannt und schloss in dieser Zeit Freundschaft mit dem späteren österreichischen General Karl Mack von Leiberich. Mit Kaiser Joseph II. ging er im Januar 1788 zur Vorbereitung des Türkenkrieges nach Pest. Im April 1788 wurde Poniatowski bei der Erstürmung der Festung Šabac (in der Nähe von Belgrad) am Oberschenkel schwer verwundet.

## Russisch-Polnischer Krieg von 1792
Am 19. Mai 1792 marschierte das Russische Reich, unterstützt durch die Konföderation von Targowica, in Polen ein, was zum Ausbruch des Russisch-Polnischen Krieges von 1792 führte, mit dem Ziel, die polnischen Reformen, vor allem aber die Mai-Verfassung rückgängig zu machen. Fürst Poniatowski, zum Oberbefehlshaber des polnischen Heeres ernannt, gewann am 18. Juni die Schlacht bei Zielence in der heutigen Ukraine und wurde zum Urheber der Stiftung des Ordens Virtuti Militari. Er erhielt auch das einzige im 18. Jahrhundert verliehene Komturkreuz dieses Ordens.

## Der Kościuszko-Aufstand und der Rückzug ins Privatleben
Nach dem verlorenen Krieg und der durch die Niederlage folgenden Zweiten Teilung Polens im Jahr 1793 ging Poniatowski ins Exil nach Wien und Brüssel, kehrte jedoch 1794 nach Polen zurück, um am nationalen Aufstand von General Tadeusz Kościuszko teilzunehmen, wo er an den Kämpfen um Warschau teilnahm. Dem Scheitern des Aufstandes folgte die Dritte Teilung Polens, die die Existenz des polnischen Staates 1795 beendete. Als 1798 sein Onkel, der entmachtete polnische König Stanislaus II. August, in Russland starb, reiste Poniatowski nach Sankt Petersburg und wurde vom neuen russischen Zaren Paul I. empfangen. 1802 reiste er nach Berlin und knüpfte durch Vermittlung seines Freundes Fürst Anton Radziwiłł Beziehungen zum preußischen Hof. Im Ergebnis dessen wurde ihm ein Teil seiner konfiszierten Güter wieder zurückgegeben. Gleichzeitig erhielt er von König Friedrich Wilhelm III. die Ritterwürde des Schwarzen und des Roten Adlerordens.

## Das Herzogtum Warschau und der Österreichisch-Polnische Krieg von 1809
Nach der Niederlage Preußens gegen Kaiser Napoléon Bonaparte bildete sich ein neues polnisches Staatswesen mit eigenen Streitkräften, an deren Aufstellung Poniatowski mitwirkte. Nach dem Tilsiter Frieden 1807 wurde er Kriegsdirektor in der Regierung des Herzogtums Warschau unter dem Zepter des sächsischen Königs sowie Oberbefehlshaber der polnischen Truppen. Er baute eine neue polnische Armee von 30.000 Mann auf. Was Poniatowski zu tun hatte, bestimmten jedoch Napoleon und einige seiner Marschälle. Im Krieg gegen Österreich 1809 konzentrierte Poniatowski 14.000 Mann vor Warschau. Im Ergebnis der Schlacht bei Raszyn musste er sich nach Warschau zurückziehen und infolge eines Waffenstillstandes mit Erzherzog Ferdinand das linke Weichselufer einschließlich Warschaus räumen. Danach begann er rechts der Weichsel überraschend einen erfolgreichen Eroberungsfeldzug in Galizien, wo er als Befreier begrüßt wurde. Am 2. Juni mussten die Österreicher auch Warschau aufgeben. Inzwischen waren die Russen in Galizien einmarschiert. Poniatowskis Verhandlungen mit ihnen scheiterten. Die Russen blieben rechts der Weichsel, verhielten sich im Land wie Eroberer und vermieden jeden Kampf mit den Österreichern. Nach dem Sieg Napoléons in der Schlacht bei Wagram zog sich Ferdinand über den Jablunkapass zurück und Poniatowski konnte am 15. Juli 1809 in Krakau einziehen, das die Russen am Vorabend im Handstreich besetzt hatten. Napoléon ehrte ihn mit der Übersendung eines goldenen Ehrensäbels und ernannte ihn zum Großoffizier der französischen Ehrenlegion.

## Die Grande Armée und der Russlandfeldzug von 1812
Im Januar 1810 kehrte Poniatowski nach Warschau zurück und fuhr im Februar nach Dresden, um mit dem sächsischen König eine erneute organisatorische Veränderung in der Armee zu besprechen; dieser besuchte noch im gleichen Jahr Warschau und Krakau. Im März 1812 wurde unter Louis-Alexandre Berthier aus den drei Divisionen des Herzogtums das V. Korps der Großen Armee gebildet. Im Juni übernahm Poniatowski den Oberbefehl über das Korps und rückte unter dem Kommando des Königs von Westfalen und Bruder Napoleons, Jerome, ins Feld. Er nahm mit seinen Truppen an den Schlachten bei Smolensk und Borodino teil und zog am 15. September 1812 mit Kaiser Napoleon in Moskau ein. Dort blieb er aber nur zwei Tage und verfolgte anschließend die russischen Truppen auf der Kalugaer Chaussee.

## Völkerschlacht, Tod und Begräbnis
Nach der Überquerung der Bjaresina erreichte Poniatowski über Vilnius am 13. Dezember Warschau und begab sich von dort nach Krakau, wo er sofort mit dem Aufbau einer neuen polnischen Armee begann. Ein Angebot Preußens und Russlands (Anfang 1813) zum Abfall von Napoleon lehnte er wieder strikt ab, seine 14.000 Mann starke Truppe („Krakussen“) wurde im Juni 1813 als VIII. Korps in die Große Armee Napoleons eingegliedert und er selbst den französischen Marschällen gleichgestellt. Während des Waffenstillstandes traf er in Dresden mit Napoleon zusammen. Beim Marsch auf Leipzig bildete sein Korps die Nachhut. In der Völkerschlacht bei Leipzig bildeten seine Truppen den rechten Flügel der im Süden und Südosten von Leipzig aufgestellten Truppen Napoleons. Am 16. Oktober 1813 ernannte der Kaiser Poniatowski zum Marschall von Frankreich. Nach der verlorenen Schlacht wurde Poniatowski Befehlshaber der Nachhut und deckte den Rückzug Napoleons. Durch die vorzeitige Sprengung der Brücke über die Weiße Elster war ihm selbst der Rückweg abgeschnitten; als er nach mehreren Verwundungen versuchte, die Elster mit dem Pferd zu überqueren, ertrank er im Fluss.
Die Leiche wurde erst am 24. Oktober von Fischern gefunden und in der Johanniskirche der Grimmaischen Vorstadt aufgebahrt, einbalsamiert und zunächst in der Ratsgruft des Johannisfriedhofs beigesetzt. Nach seiner Überführung nach Polen wurde der Leichnam am 10. September 1814 mit Zustimmung des russischen Zaren im Gewölbe der Heiligkreuzkirche im Zentrum von Warschau bestattet, später nach Krakau überführt und am 22. Juli 1817 in der Wawelkathedrale beigesetzt. In der St.-Leonhards-Krypta, wo später auch Tadeusz Kościuszko und Władysław Sikorski beigesetzt wurden, kam ihm die Ehre zuteil, neben König Johann III. Sobieski zu ruhen.
Eine Gedenktafel verblieb in der Ratsgruft des Alten Johannisfriedhofs in Leipzig. Sie trug die Inschrift „Josepho Principi Poniatowski exercitus Poloni duci supremo in pugna ad Elystrum post foederatorum secessionem d. XIX. Oct. MDCCCXIII. Urgentia quum sisteret fata submerso. Commilitones.“ (Dem Fürsten Poniatowski, erstem Befehlshaber des polnischen Heeres, der, als er in der Schlacht bei der Elster, nach Trennung der Verbündeten am 19. Oct. 1813 große Drangsale bestanden, ertrank. Die Waffenbrüder.) Nach dem Zweiten Weltkrieg wurde diese Tafel nach Polen verbracht. An der Mauer der IV. Abteilung des Alten Johannisfriedhofs befindet sich eine Kopie der Tafel mit geringen textlichen Abweichungen vom Original.

## Nachkommen
Fürst Józef Antoni Poniatowski, genannt Le bel Prince Pepi, hatte nie geheiratet und nur einen einzigen Sohn mit Zofia Czosnowska geborene Gräfin Potocka gezeugt: Karol Józef Maurycy Poniatowski (* 18. Dezember 1809 in Warschau; † 18. Februar 1855 in Tlemcen, Provinz Oran), der nach 1830 in die französische Armee eintrat und es zum Generalmajor und Offizier der Ehrenlegion brachte.

## Ehrungen
Der Name Poniatowskis ist am Triumphbogen in Paris in der 13. Spalte eingetragen, seine Büste wurde in der 1837 eröffneten Schlachtengalerie des Schloss Versailles ausgestellt.
Im Jahre 1829 errichtete der dänische Bildhauer Bertel Thorvaldsen auf dem Sächsischen Platz vor dem Sächsischen Palais in Warschau sein Reiterdenkmal, das der Reiterstatue Mark Aurels auf dem Kapitol in Rom nachempfunden war. Von den Deutschen während des Zweiten Weltkrieges zerstört, wurde die Statue 1947 nachgegossen und als Geschenk des dänischen Volkes nach Warschau übersandt. Heute steht sie auf dem Ehrenhof des Präsidentenpalastes in Warschau.
An der Stelle, an der er in der Weißen Elster ertrank, wurde vor 1840 ein Denkstein errichtet.